# 72 Cygni
Désignations
72 Cygni (en abrégé 72 Cyg) est une étoile de la constellation boréale du Cygne. Elle est visible à l'œil nu avec une magnitude apparente de 4,90. C'est une géante rouge située à environ 233 années-lumière de la Terre.

## Environnement stellaire
72 Cygni présente une parallaxe annuelle de 14,01 ± 0,10 mas mesurée par le satellite Gaia, ce qui permet d'en déduire qu'elle est distante de 71,38 ± 0,50 pc (∼233 al) de la Terre. Elle se rapproche du Système solaire à une vitesse radiale héliocentrique de −68 km/s. L'étoile possède un mouvement propre relativement important, traversant la sphère céleste à un rythme de 0,154 seconde d'arc par an. Elle est membre du courant d'Hercule (en), un groupe d'étoiles partageant un mouvement similaire dans l'espace.
72 Cygni possède un compagnon lointain, localisé à une distance angulaire de 66,1 secondes d'arc, ce qui correspond à une séparation projetée de 4 690 ua. Cette étoile possède une magnitude dans la bande J en infrarouge de 13,22 et c'est une naine rouge de classe M5.

## Propriétés
72 Cygni est une étoile géante rouge évoluée de type spectral K0,5 III Fe0,5, avec le suffixe « Fe0,5 » qui indique que son spectre présente une légère surabondance en fer. C'est également une étoile à CN connue et possiblement une étoile à baryum légère. Elle est âgée autour de 900 millions d'années et elle est 1,7 fois plus massive que le Soleil. Le rayon de l'étoile est 14 fois plus grand que le rayon solaire, elle est 69 fois plus lumineuse que le Soleil et sa température de surface est de 4 640 K.